# Quianna Chaney
Quianna Nehma Chaney (Baton Rouge, 14 aprile 1986) è un'ex cestista statunitense naturalizzata armena, professionista nella WNBA.

## Carriera
È stata selezionata dalle Chicago Sky al secondo giro del Draft WNBA 2008 (19ª scelta assoluta).